# Fed Cup 2016
La Fed Cup 2016 è stata la 54ª edizione del più importante torneo tennistico per nazionali femminili e si è tenuto dal 6 febbraio al 13 novembre 2016.

## Gruppo Mondiale
| Partecipanti | Partecipanti | Partecipanti | Partecipanti |
| Rep. Ceca    | Francia      | Germania     | Italia       |
| Paesi Bassi  | Romania      | Russia       | Svizzera     |
| ------------ | ------------ | ------------ | ------------ |

### Tabellone
|  | Quarti di finale | Quarti di finale | Quarti di finale |             |           | Semifinali | Semifinali | Semifinali |  |  | Finale | Finale | Finale |  |
|  |                  |                  |                  |             |           |            |            |            |  |  |        |        |        |  |
|  | 1                | Rep. Ceca        | 3                |             |           |            |            |            |  |  |        |        |        |  |
|  | 1                | Rep. Ceca        | 3                |             |           |            |            |            |  |  |        |        |        |  |
|  |                  | Romania          | 2                |             |           |            |            |            |  |  |        |        |        |  |
|  |                  | Romania          | 2                | Rep. Ceca   | Rep. Ceca | 3          |            |            |  |  |        |        |        |  |
|  |                  |                  |                  | Rep. Ceca   | Rep. Ceca | 3          |            |            |  |  |        |        |        |  |
|  |                  |                  | Svizzera         | Svizzera    | 2         |            |            |            |  |  |        |        |        |  |
|  |                  | Svizzera         | Svizzera         | Svizzera    | 2         | 3          |            |            |  |  |        |        |        |  |
|  |                  |                  |                  |             |           | 3          |            |            |  |  |        |        |        |  |
|  | 3                | Germania         | 2                |             |           |            |            |            |  |  |        |        |        |  |
|  | 3                | Germania         | 2                |             | Rep. Ceca | Rep. Ceca  | 3          |            |  |  |        |        |        |  |
|  |                  |                  |                  |             |           |            |            |            |  |  |        |        |        |  |
|  |                  |                  | Francia          | Francia     | 2         |            |            |            |  |  |        |        |        |  |
|  | 4                | Italia           | Francia          | Francia     | 2         | 1          |            |            |  |  |        |        |        |  |
|  | 4                | Italia           |                  |             |           |            |            |            |  |  |        |        |        |  |
|  |                  | Francia          | 4                |             |           |            |            |            |  |  |        |        |        |  |
|  |                  | Francia          | 4                | Francia     | Francia   | 3          |            |            |  |  |        |        |        |  |
|  |                  |                  |                  | Francia     | Francia   | 3          |            |            |  |  |        |        |        |  |
|  |                  |                  | Paesi Bassi      | Paesi Bassi | 2         |            |            |            |  |  |        |        |        |  |
|  |                  | Paesi Bassi      | Paesi Bassi      | Paesi Bassi | 2         | 3          |            |            |  |  |        |        |        |  |
|  |                  |                  |                  |             |           | 3          |            |            |  |  |        |        |        |  |
|  | 2                | Russia           | 1                |             |           |            |            |            |  |  |        |        |        |  |

## Spareggi Gruppo Mondiale
Le 4 squadre sconfitte nel primo turno del Gruppo Mondiale e le 4 squadre vincitrici del Gruppo Mondiale II partecipano agli Spareggi del Gruppo Mondiale. Le 4 squadre vincenti hanno il diritto a partecipare al Gruppo Mondiale dell'anno successivo insieme alle 4 squadre vincitrici del primo turno del Gruppo Mondiale. Gli incontri si sono svolti tra il 16 e il 17 aprile.
| Sede        | Superficie      | Squadra 1     | Punteggio | Squadra 2    |
| ----------- | --------------- | ------------- | --------- | ------------ |
| Mosca       | Terra rossa (i) | Russia (1)    | 2–3       | Bielorussia  |
| Lleida      | Terra rossa (o) | Spagna        | 4–0       | Italia (2)   |
| Cluj-Napoca | Terra rossa (i) | Romania       | 1–4       | Germania (3) |
| Brisbane    | Terra rossa (o) | Australia (4) | 0–4       | Stati Uniti  |

## Gruppo Mondiale II
Le 4 squadre vincitrici accedono agli Spareggi Gruppo Mondiale e le perdenti disputeranno gli Spareggi Gruppo Mondiale II. Gli incontri si sono svolti tra il 6 e il 7 febbraio.
| Sede       | Superficie  | Squadra 1   | Punteggio | Squadra 2     |
| ---------- | ----------- | ----------- | --------- | ------------- |
| Bratislava | Cemento (i) | Slovacchia  | 2 – 3     | Australia (1) |
| Kraljevo   | Cemento (i) | Serbia (2)  | 0 – 4     | Spagna        |
| Kailua     | Cemento (o) | Stati Uniti | 4 – 0     | Polonia (3)   |
| Québec     | Cemento (i) | Canada (4)  | 2 – 3     | Bielorussia   |

## Spareggi Gruppo Mondiale II
Le 4 squadre sconfitte nel Gruppo Mondiale II disputano gli spareggi contro le 4 squadre qualificate dai rispettivi gruppi zonali. Le vincitrici vengono ammesse al Gruppo Mondiale II dell'edizione successiva. Gli incontri si sono svolti tra il 16 e il 17 aprile.
| Sede       | Superficie      | Squadra 1   | Punteggio | Squadra 2     |
| ---------- | --------------- | ----------- | --------- | ------------- |
| Belgrado   | Terra rossa (i) | Serbia (1)  | 2–3       | Belgio        |
| Bratislava | Terra rossa (i) | Slovacchia  | 3–2       | Canada (2)    |
| Inowrocław | Cemento (i)     | Polonia (3) | 1–4       | Taipei cinese |
| Kiev       | Cemento (o)     | Ucraina     | 4–0       | Argentina (4) |

## Zona Americana

### Gruppo I
- Impianto: Country Club Las Palmas, Santa Cruz de la Sierra, Bolivia (terra outdoor)
- Date: 3-6 febbraio

|  |    | Classifica finale |
|  | -- | ----------------- |
|  | 1. | Argentina         |
|  | 2. | Paraguay          |
|  | 3. | Messico           |
|  | 4. | Brasile           |
|  | 5. | Bolivia           |
|  | 6. | Colombia          |
|  | 7. | Ecuador           |
|  | 8. | Perù              |

### Gruppo II
- Impianto: Centro de Tenis Honda, Bayamón, Porto Rico (cemento outdoor)
- Date: 1-6 febbraio

|  |    | Classifica finale |
|  | -- | ----------------- |
|  | 1. | Venezuela         |
|  | 2. | Cile              |
|  | 3. | Porto Rico        |
|  | 4. | Guatemala         |
|  | 5. | Uruguay           |
|  | 6. | Costa Rica        |
|  | 7. | Honduras          |
|  | 8. | Rep. Dominicana   |
|  | 9. | Bahamas           |

## Zona Asia/Oceania

### Gruppo I
- Impianto: Hua Hin Centennial Sports Club, Hua Hin, Thailandia (cemento outdoor)
- Date: 3-6 febbraio

|  |    | Classifica finale |
|  | -- | ----------------- |
|  | 1. | Taipei cinese     |
|  | 2. | Giappone          |
|  | 3. | Cina              |
|  | 4. | Thailandia        |
|  | 5. | India             |
|  | 6. | Kazakistan        |
|  | 7. | Corea del Sud     |
|  | 8. | Uzbekistan        |

### Gruppo II
- Impianto: Hua Hin Centennial Sports Club, Hua Hin, Thailandia (cemento outdoor)
- Date: 11-16 aprile

Squadre partecipanti
- Bahrein
- Filippine (promossa al Gruppo I)
- Hong Kong
- Indonesia
- Iran
- Kirghizistan

- Malaysia
- Pakistan
- Singapore
- Sri Lanka
- Tagikistan
- Turkmenistan

## Zona Euro-Africana

### Gruppo I
- Impianto: Municipal Tennis Centre, Eilat, Israele (Cemento outdoor)
- Date: 3-6 febbraio

|  |     | Classifica finale     |
|  | --- | --------------------- |
|  | 1.  | Belgio Ucraina        |
|  | 3.  | Gran Bretagna Israele |
|  | 5.  | Croazia Georgia       |
|  | 7.  | Bulgaria Portogallo   |
|  | 9.  | Estonia Lettonia      |
|  | 11. | Turchia Ungheria      |
|  | 13. | Sudafrica Svezia      |

### Gruppo II
- Impianto: Gezira Club, Il Cairo, Egitto
- Date: 13-16 Aprile

Squadre partecipanti

La squadra slovena ha comunicato di non voler partecipare alla competizione per motivi di sicurezza.
- Austria (promossa al Gruppo I)
- Bosnia ed Erzegovina (promossa al Gruppo I)
- Danimarca
- Egitto

- Finlandia (retrocessa al Gruppo III)
- Liechtenstein (retrocessa al Gruppo III)
- Lituania
- Slovenia (ritirata)

### Gruppo III
- Impianto: Bellevue, Dulcigno, Montenegro (terra outdoor)
- Date: 11-16 aprile

Squadre partecipanti
- Algeria
- Angola
- Armenia
- Camerun
- Cipro
- Rep. del Congo
- Grecia

- Irlanda
- Islanda
- Kosovo
- Lussemburgo (promossa al Gr. II)
- Macedonia del Nord
- Madagascar
- Malta

- Marocco
- Moldavia
- Montenegro
- Mozambico
- Namibia
- Norvegia (promossa al Gruppo II)
- Tunisia